# Germanofilie
Germanofilia sau teutonofilia este o atitudine de simpatie față de cultura germană, de poporul german și de Germania, în general, sau o manifestare a unui naționalism german de către o persoană care nu este nici un etnic german, nici cetățean german. Iubirea pentru germani, numită „germanofilie” sau „teutonofilie”, este opusă germanofobiei.

## Istoric
Termenul a fost utilizat mai ales în secolele al XIX-lea și al XX-lea după crearea statului național german și apariția Imperiului German. El este folosit nu doar cu sens politic, dar și cultural; de exemplu, Georg Wilhelm Friedrich Hegel, celebrul filozof german, a interpretat triada geografică a Europei ca fiind formată din Anglia (pragmatismul utilitarist), Franța (nerăbdarea revoluționară) și Germania (rigoarea chibzuită).
În Europa Continentală din secolul al XIX-lea a existat o dihotomie între Germania și Franța, principalii actori politici din această perioadă, iar un germanofil alegea să fie de partea intereselor germane împotriva intereselor franceze promovate de un francofil. Termenul corespunzător referitor la Anglia este cel de anglofilie, o afinitate, la rândul său, observată adesea la germanii de la începutul secolului al XX-lea care erau antifrancezi.
Acest termen a fost folosit, de asemenea, în mod popular în secolul al XX-lea cu referire la sistemul educațional german organizat de Wilhelm von Humboldt, care era considerat la acea vreme un sistem educațional principal lși a servit ca model pentru multe universități de elită din întreaga lume de la Oslo până la Harvard.